# Kronos
Kronos er en titan fra græsk mytologi. På latin hed han Saturnus. Kronos forveksles ofte med den græske gud, Chronos, der var en personifikation af tiden.
Kronos var søn af Uranos og fader til gudinderne Hera, Demeter og Hestia, samt guderne Zeus, Hades og Poseidon. I angst for, at sønnerne ville styrte ham fra tronen, sådan som han selv i sin tid havde gjort over for Uranos, slugte han sine børn; men moderen reddede Zeus, der befriede sine søskende. Med hjælp fra sine brødre skar Zeus sin far i stumper og stykker med Kronos' eget segl. Derefter smed han stykkerne af Kronos ned i Tartaros (den værste del af det græske helvede).
Omkring vintersolhverv blev der til ære for Kronos fejret en fest, der på græsk hed Kronia og på latin Saturnalia.